# Anne d’Arpajon
Anne d’Arpajon (Anne Claude Louise d’Arpajon, ur. 4 marca 1729 – zm. 27 czerwca 1794) – francuska arystokratka i pierwsza dama honorowa francuskich królowych, Marii Leszczyńskiej i Marii Antoniny. Ta ostatnia nazywała ją per "Madame Etiquette" za jej upór, z jakim wpajała jej zasady etykiety dworu francuskiego, które jej zdaniem, były nienaruszalne.

## Pochodzenie i rodzina
Jej ojciec Louis de Sévérac, markiz Arpajon-sur-Cere (1667–1736), kupił markizat Saint-Germain-les-Chatres w 1720 i uzyskał pozwolenie Filipa, księcia Orleanu (regenta małoletniego Ludwika XV), na zmianę jego nazwy na Saint-Germain-les-Arpajon z siedzibą w Arpajon. Jej matka Anne Charlotte Le Bas de Montargis była damą dworu księżnej de Berry, córki regenta. Anne wyszła za Filipa de Noailles, księcia de Mouchy, Łowczego Królewskiego, w Wersalu w dniu 27 listopada 1741. Ród de Noailles był jedną z czołowych rodzin arystokratycznych we Francji.

## Relacje z Marią Antoniną
W 1770 roku Anne została mianowana damą dworu delfiny, Marii Antoniny, która właśnie przybyła do Francji. Po raz pierwszy spotkała Marię Antoninę na granicy francusko-austriackiej, gdzie była przewodniczącą grupy arystokratów witających żonę następcy tronu, odpowiedzialną za nauczenie Marii Antoniny etykiety i zasad zachowania panujących w Wersalu. Maria Antonina bardzo jej nie znosiła, ponieważ księżna Mouchy zabraniała robienia jej tego, co chciała, wciąż każąc uczyć jej się etykiety i zważać na swoje zachowanie, przez co delfina nazywała ją "Madame Etiquette". Kiedy w 1774 roku Maria Antonina stała się królową, zwolniła księżną de Mouchy, co skłoniło ją do przejścia do opozycji tworzonej przez ciotki króla w Bellevue.

## Rewolucja Francuska
Anne i jej mąż Filip zostali zgilotynowani podczas Rewolucji Francuskiej w dniu 27 czerwca 1794 roku. Wielu z ich krewnych spotkał ten sam los. W dniu 22 lipca 1794 roku zostały stracone wdowa, synowa i wnuczka po bracie Filipa, Ludwiku, księciu de Noailles. Inna wnuczka Ludwika, Adrienne, żona markiza de La Fayette, została uratowana dzięki interwencji późniejszego prezydenta Stanów Zjednoczonych, Jamesa Monroe. Tak jak i inni arystokraci, którzy zginęli na gilotynie, księstwo Mouchy są pochowani na cmentarzu Picpus, gdzie znajduje się również miejsce spoczynku markiza i markizy de Lafayette.

## Potomstwo
- Ludwika Henrietta de Noailles (1745–1832).
- Karol Adrian de Noailles (ur. i zm. 1747), książę Poix.
- Ludwik Filip de Noailles (1748–1750), książę Poix.
- Daniel Franciszek Maria de Noailles (1750–1752), markiz Noailles, później książę Poix.
- Filip de Noailles (1752–1819), książę Monchy
- Ludwik Maria de Noailles (1756–1804), wicehrabia Noailles

## W kulturze popularnej
W filmie Maria Antonina w reżyserii Sofii Coppoli rolę hrabiny Noalies zagrała Judy Davis, podczas gdy w 1938 roku w filmie o tym samym tytule zagrała Cora Witherspoon.